# .nc
.nc es el dominio de nivel superior geográfico (ccTLD) para Nueva Caledonia.